# Röjtjärnen, Medelpad
Röjtjärnen är en sjö i Ånge kommun i Medelpad och ingår i Delångersåns huvudavrinningsområde. Sjön har en area på 0,0676 kvadratkilometer och ligger 379,9 meter över havet. Röjtjärnen ligger i Spångmyran-Röjtjärnsmyran Natura 2000-område.

## Delavrinningsområde
Röjtjärnen ingår i det delavrinningsområde (691209-151503) som SMHI kallar för Mynnar i Oxsjöån. Medelhöjden är 410 meter över havet och ytan är 2,63 kvadratkilometer. Det finns inga avrinningsområden uppströms utan avrinningsområdet är högsta punkten. Vattendraget som avvattnar avrinningsområdet har biflödesordning 3, vilket innebär att vattnet flödar genom totalt 3 vattendrag innan det når havet efter 139 kilometer. Avrinningsområdet består mestadels av skog (63 procent) och sankmarker (34 procent). Avrinningsområdet har 0,07 kvadratkilometer vattenytor vilket ger det en sjöprocent på 2,5 procent.